# 체르노빌 원자력 발전소 사고의 사망자 목록

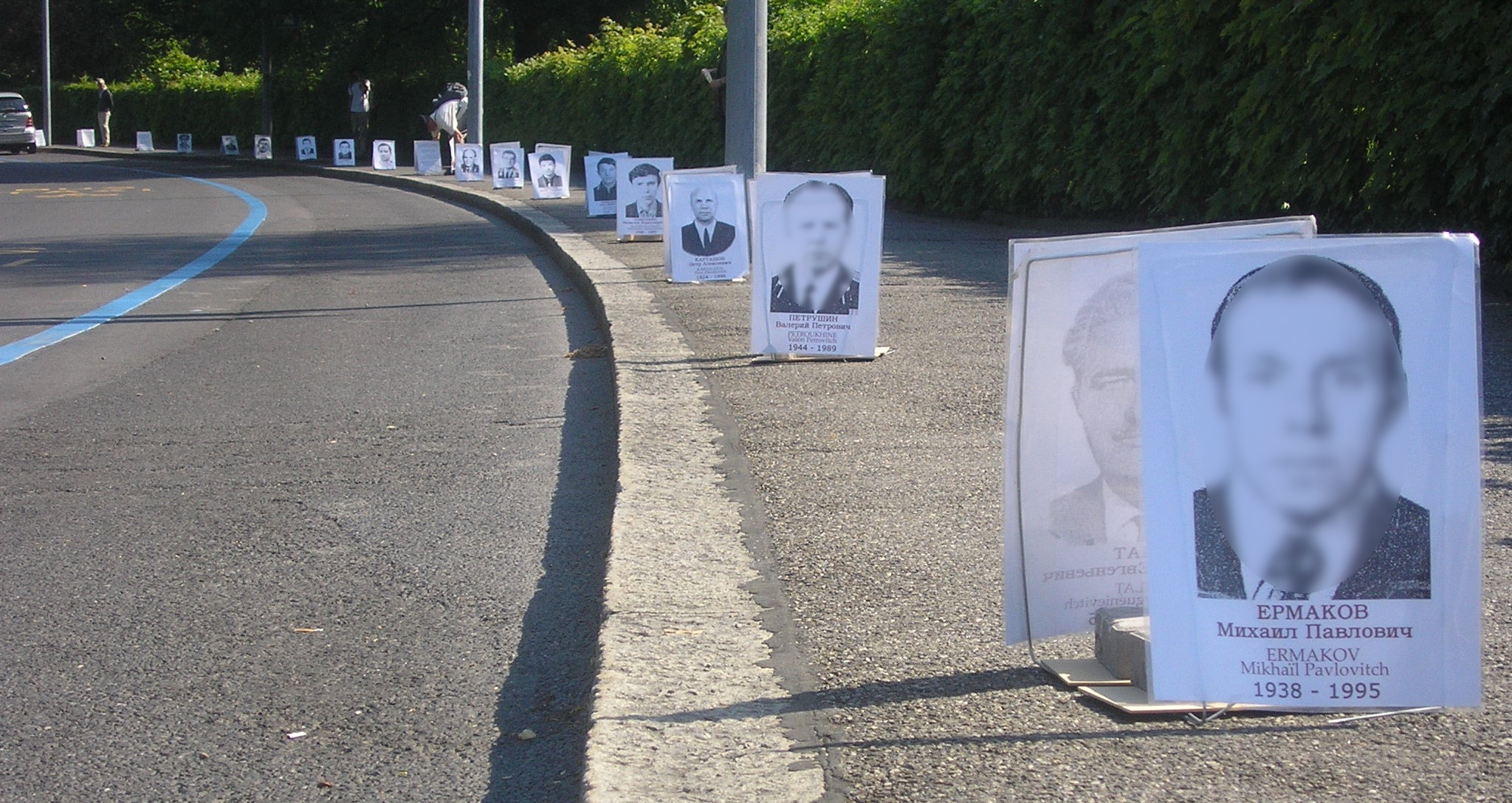
제네바에서 반핵 시위에 사용된 죽은 청산인들의 초상화

이 문서에서는 체르노빌 원자력 발전소 사고로 인한 사망자들의 명단을 서술한다.

## 사고 진압/복구 작업자 및 일반 대중의 피폭에 의한 피해
2008년 발간된 국제연합(UN) 방사선 영향에 관한 과학위원회(UNSCEAR)의 보고서에는 다음과 같이 보고되어 있다.
- 134명의 발전소 직원과 긴급 작업원들이 급성방사선증후군을 보일 정도의 높은 방사능에 노출되었으며 그들 중 많은 사람들이 베타선에 의한 피부 손상을 입었다.
- 이 사람들 중 28명은 방사능 피폭이 원인이 되어 사망하였다.
- 급성 방사선증후군 생존자 중 2006년까지 19명이 사망하였으나 사망 원인은 다양했고 방사선 피폭과는 관련 없었다.
- 급성방사선증후군 생존자의 주된 증상은 피부 손상과 방사선으로 인한 백내장이었다.
- 이와 같은 긴급 작업원들 이외에 수십만명이 복구 작업에 참여하였으나 현재까지 높은 방사능을 받은 사람들 사이에 백혈병 및 백내장 발병률이 증가한 것 이외에 방사선 피폭으로 인한 건강 상의 영향에 대한 증거는 없다.
- 우유가 I-131 에 오염되었으나 이에 대한 즉각적인 조치가 취해지지 않았으며 이로 인해 일반 대중이 갑상선에 많은 피폭을 받게 되었고 사고 당시 아동이나 청소년이었던 사람들 중 현재까지 감상선 암이 6000건 이상 발생하였다. 2005년까지 그 들 중 15명이 그로 인해 사망하였다.
- 그 외에 일반 대중의 건강에 영향을 주었다는 설득력 있는 증거는 현재까지 존재하지 않는다.

UNSCEAR 보고서는 비록 방사성 요오드에 노출된 어린이들과 청소년들 또는 높은 선량의 방사선 피폭을 받은 긴급 또는 복구 작업자들은 방사선 피폭에 의한 위험이 증가하였지만, 대부분 근로자들과 일반 대중들은 낮은 수준의 방사선에 노출되었거나, 연간 선량 한도의 몇 배 정도의 방사선에 노출 된 수준에 그치고 있기 때문에 인구의 대다수는 체르노빌 사고로 인한 심각한 건강 문제에 대한 두려움 속에 살아갈 필요는 없다고 결론을 내렸다.

## 공식적으로 발표된 직접적으로 사망한 사망자 목록
| 이름                    | 생년월일 및 사망년월일                 | 사망 또는 부상원인                           | 직업                                                | 설명 |
| ----------------------- | -------------------------------------- | -------------------------------------------- | --------------------------------------------------- | --- |
| 알렉산드르 아키모프     | 1953년 5월 6일 1986년 5월 11일(33세)   | 방사능에 의한 화상                           | 4호기의 선임 연구원                                 | 토프투노프와 반응기 제어장치에서 폭발을 막기 위한 제어 시도. 사후 용기칭호 수여. |
| 아나톨리 바라노프       | 1953년 6월 13일 1986년 5월 20일(32세)  | 급성 방사선병                                | 전기공학 분야의 선임 연구원                         | 사후 용기칭호 수여. |
| 비야체슬라프 브라즈닉크 | 1957년 5월 3일 1986년 5월 14일(29세)   | 급성 방사선병                                | 터빈 연산 기계기술자                                | 폭발의 순간 터빈 제어실에서 치명적인 방사선 피폭을 무릅쓰고 터빈을 안정화시킴. 이후 모스크바 병원에 후송 후 그곳에서 사망. 연료 터빈 비상 드레인 밸브를 수동으로 개방하는 동안 터빈 발전기 7을 인근 변압기에 연결함. 사후 용기칭호 수여.                                                                                           |
| 빅토르 덱티야넨코       | 1954년 8월 10일 1986년 5월 19일(31세)  | 급성 방사선병                                | 원자로 운영자                                       | 원자로 근처에 있다가 뜨거운 냉각수를 뒤집어쓰고 사망. 사후 용기칭호 수여. |
| 아나톨리 댜틀로프       | 1931년 3월 3일 1995년 12월 13일(64세)  | 방사능 후유증으로 인한 심장마비              | 부수석 엔지니어 겸 체르노빌 원자력 발전소 운전 담당 | 무리한 실험을 강행한 사고의 유발자. 사고 후 피폭당했으며 이 사고에 책임으로 징역 10년을 선고받고 복역 중에 병보석으로 석방, 이후 뮌헨으로 가서 그 곳에서 1995년 사망. |
| 미콜라이 한추크         | 1960년 6월 26일 1986년 10월 2일(26세)  | 헬기 추락으로 인한 추락사                    | 헬기 조종사                                         | 발전소에 붕소투여작업을 하던 도중 헬기의 프로펠러가 전신주의 고압선에 걸려 추락함. 그 사고의 후유증으로 사망했으며 방사능과는 아무 상관 없음. |
| 바실리 이그나텐코       | 1961년 3월 13일 1986년 5월 13일(25세)  | 급성 방사선병                                | 소방관                                              | 소방 중사, 체르노빌 사고에서 사고발생 직후 초기에 투입된 14명의 소방관 중 1명. 엄청난 방사선에 누출되어 피폭됨. 사고 2주 후 모스크바 병원에서 사망. |
| 에카테리나 이바넨코     | 1932년 9월 11일 1986년 5월 26일(53세)  | 급성 방사선병                                | 프리피야트 시의 경찰관 (경호업무 담당)              | 체르노빌 원자로 4호기의 출입통제 담당. 이 과정에서 피폭되어 사망. 여성. |
| 발레리 호뎀추크         | 1951년 3월 24일 1986년 4월 26일(35세)  | 초기 폭발                                    | 메인 순환펌프 기사                                  | 체르노빌 사고 당시 아나톨리 댜틀로프의 지시에 의해 순환펌프를 작동하다가 폭발로 제일 먼저 희생됨. 그의 시신은 20년 이상 지난 현재까지도 찾을 수가 없다. 사후 용기칭호 수여. |
| 레오니드 크리스티치     | 1953년 2월 28일 1986년 10월 2일(33세)  | 헬기 추락으로 인한 추락사                    | 헬기 조종사                                         | |
| 빅토르 키베노크         | 1963년 2월 17일 1986년 5월 11일(23세)  | 급성 방사선 병                               | 소방관                                              | 소방 중위, 레오니트 텔랴트니코프와 함께 화재를 진압하다가 낙진을 뒤집어쓰고 피폭되어 사망. 사후 소비에트 연방 영웅칭호 수여. |
| 유리 코노발             | 1942년 1월 1일 1986년 5월 28일(44세)   | 급성 방사선 병                               | 전기 기술자                                         | 사후 용기칭호 수여. |
| 알렉산드르 쿠드랴세프   | 1957년 12월 11일 1986년 5월 14일(28세) | 급성 방사선 병                               | SIUR 훈련요원                                       | 폭발 순간 콘트롤센터에 있다가 원자로에 수동으로 제어봉을 넣는 시도를 하다가 방사능에 피폭됨. 사후 용기칭호 수여. |
| 아나톨리 쿠르쿠즈       | 1957년 6월 12일 1986년 5월 12일(28세)  | 급성 방사선 병                               | 지휘통제실장                                        | 체르노빌 원자력 발전소 지휘통제실을 지키고 있던 도중 폭발로 발생한 수증기로 인해 화상을 입고 사망. 같이 있다가 같은 사고를 당한 올렉 게르넨코는 살아남았다. |
| 알렉산드르 레레첸코     | 1938년 7월 26일 1986년 5월 7일(47세)   | 2500라드의 방사능 피폭                       | 공장노동자 겸 전기 가계 부실장                      | 구 레닌그라드 쇼핑센터의 부실장. 급수 펌프의 전력을 공급하는 작업을 하다가 피폭. 응급처치를 받고 몇시간 더 작업했다. 그 이후 키예프 병원에서 사망. |
| 빅토르 로파트이크       | 1960년 8월 22일 1986년 5월 17일(25세)  | 급성 방사선 병                               | 전기기술자                                          | 전력공급을 하다가 방사선에 피폭되어 사망. |
| 클라브디아 루가노바     | 1927년 5월 9일 1986년 7월 31일(59세)   | 600라드의 방사능 피폭                        | 프리피야트 시의 경찰관 (경호업무 담당)              | 저장 건물의 건설현장을 경비. 이 과정에서 피폭되어 사망. 여성. |
| 올렉산드르 노빅         | 1961년 8월 11일 1986년 7월 26일(24세)  | 급성 방사선 병                               | 터빈 정비공                                         | 터빈 홀을 안정화시키는 작업 도중 방사능 피폭. 이후 이 후유증으로 모스크바 병원에서 사망. 사후 용기칭호 수여. |
| 이반 오를로프           | 1945년 1월 10일 1986년 5월 13일(41세)  | 급성 방사선 병                               | 물리학자                                            | 원자로를 제어하려고 시도하다가 방사능에 오염됨. 이 후 사망. |
| 콘스탄틴 페르추크       | 1952년 11월 23일 1986년 5월 20일(33세) | 급성 방사선 병                               | 터빈 연산자, 수석 엔지니어                          | 폭발의 순간 터빈 홀에서 화재를 진압하는 동안 터빈의 안전화를 시도. 사후 용기칭호 수여. |
| 발레리 페레보첸코       | 1947년 5월 6일 1986년 6월 13일(39세)   | 급성 방사선병                                | 원자로섹션 감독                                     | 쿠드랴세프, 프로스쿠르야코프와 함께 원자로를 찾아가서 수동으로 제어봉을 삽입하는 과정에서 방사능에 과다 유출되어 사망. 사후 용기칭호 수여. |
| 폽 코프                 | 1940년 2월 21일 1986년 6월 13일(46세)  | 급성 방사선병                                | Kharkov 터빈 공장 직원                              | 진동 전문가 |
| 블라디미르 프레빅       | 1962년 6월 13일 1986년 5월 11일(23세)  | 방사선 화상                                  | 소방관                                              | 소방 중위, 레오니드 텔야트니코프와 함께 화재를 진압하다가 4호기 지붕위에서 화재진압을 지휘하다가 불을 뒤집어쓰고 모스크바 병원으로 후송 후 치료 도중 사망. 방사선의 영향으로 동공의 색깔이 변색되었다고 함. 사후 소비에트 연방 영웅칭호 수여.                                                                                      |
| 빅토르 프로스쿠야코프   | 1955년 4월 9일 1986년 5월 17일(31세)   | 급성 방사선병                                | SIUR 훈련요원                                       | 폭발 순간 콘트롤센터에 있다가 원자로에 수동으로 제어봉을 넣는 시도를 하다가 방사능에 피폭됨. 사후 용기칭호 수여. |
| 블라디미르 사벤코프     | 1958년 2월 15일 1986년 5월 21일(28세)  | 급성 방사선병                                | Kharkov 터빈 공장 직원                              | 진동 전문가 |
| 아나톨리 샤포발로프     | 1941년 4월 6일 1986년 5월 19일(45세)   | 급성 방사선병                                | 전기기술자                                          | 사후 용기칭호 수여. |
| 블라디미르 샤샤노크     | 1951년 4월 21일 1986년 4월 26일(35세)  | 열 및 방사선 화상                            | 원자로의 자동시스템 조정자                          | 폭발로 몸이 날아가서 그 충격으로 척추와 갈비뼈가 부러짐. 이후 의식을 회복하지 못하고 사망. |
| 아나톨리 시트니코프     | 1940년 1월 20일 1986년 5월 30일(46세)  | 급성 방사선병                                | 운영 엔지니어 부실장 및 물리학자                    | 주로 머리에 치명적인 방사선량 노출(1500뢴트겐)으로 사망. |
| 레오니트 텔랴트니코프   | 1951년 1월 25일 2004년 12월 2일(53세)  | 방사능 오염에 의한 후유증으로 추후 발병한 암 | 소방관                                              | 소방 준장, 체르노빌소방서의 서장. 비번에 사고 당일이 동생의 생일임에도 불구하고 출동해서 화재진압을 진두지휘했다. 이후 건강이 급속도로 나빠져서 현역에서 은퇴. 주로 청소년 소방교육을 담당했다. 2004년 이날의 사고가 원인이 되어 발병한 암으로 사망. 이 항목에 작성된 인물 중 최후의 생존자. 1987년에 소비에트 연방 영웅칭호 수여. |
| 블라디미르 티시츄라     | 1959년 12월 15일 1986년 5월 10일(26세) | 방사선 화상                                  | 소방관                                              | 소방 병장, 빅터 키베노크의 부하, 원자로 근처와 중앙 복도에서 화재진압. |
| 니콜라이 티테노크       | 1962년 12월 5일 1986년 5월 16일(23세)  | 방사성 화상, 전신에 물집이 생김.             | 소방관                                              | 소방 중사, 빅터 키베노크의 부하, 중앙복도와 옥상의 화재를 진압하다가 방사능에 오염되어 쓰러져서 모스크바 병원으로 후송. 그 곳에서 사망. |
| 레오니트 토프투노프     | 1960년 8월 16일 1986년 5월 14일(25세)  | 급성 방사선병                                | SIUR, 원자로 관리 수석 엔지니어                     | 아키모프와 같이 폭발의 순간 순간 반응기 제어판을 제어하려다 치명적인 부상을 당하고 사망. 사후 용기 칭호 수여. |
| 미콜라 바스추크         | 1959년 6월 5일 1986년 5월 14일(26세)   | 급성 방사선병                                | 소방관                                              | 소방 병장, 빅터 키베노크의 부하, 중앙복도와 옥상의 화재를 진압하다가 방사능에 오염되어 쓰러져서 모스크바 병원으로 후송. 그 곳에서 사망. |
| 유리 베시닌             | 1959년 5월 22일 1986년 7월 21일(27세)  | 급성 방사선병                                | 터빈 장비 기계공 및 검사관                          | 폭발 순간 콘트롤센터에 있다가 원자로에 수동으로 제어봉을 넣는 시도를 하다가 방사능에 피폭됨. 사후 용기칭호 수여. |